# Данас Рапшис
Данас Рапшис (литв. Danas Rapšys; Паневежис, 21. мај 1995) литвански је пливач чија специјалност су трке слободним и леђним стилом, углавном на 200 и 400 метара. Вишеструки је национални првак и рекордер у неколико дисциплина слободним, леђним и делфин стилом, двоструки првак на Универзијади, учесник светских и европских првенстава и Олимпијских игара. Проглашен је за најбољег спортисту Литваније за 2019. по избору Олимпијског комитета Литваније. 

## Спортска каријера
Први наступ на међународној сцени Рапшис је имао на европском сениорском првенству у Дебрецину 2012, а прву медаљу у каријери осваја два месеца касније на европском јунироском првенству у Антверпену (бронза на 200 леђно). Серију добрих резултата у јуниорској конкуренцији наставио је и током 2013. освајањем титуле европског јуниорског првака на 200 леђно, односно две титуле светског вицепрвака на 100 леђно и 4×100 мешовито микс. Исте године остварио је и неколико запажених резултата у сениорској конкуренцији, прво на свом дебију на светским првенствима у великим базенима у Барселони (14. место на 200 леђно), а потом и на европском првенству у малим базенима у Хернингу где заузима пето место у финалу трке на 200 леђно. 
На Европском првенству у Лондону 2016. осваја бронзану медаљу у трци на 200 леђно, што је уједно била и његова прва освојена медаља у сениорској конкуренцији у дотадашњој каријери. Времена која је на том првенству испливао у обе олимпијске дисциплине леђним стилом уједно су била и квалификациона за наступ на Олимпијским играма које су одржане два месеца касније у бразилском Рију. На ЛОИ 2016. у Рију, Рапшис је наступио у три дисциплине, а најбољи резултат је остварио као члан штафете на 4×100 мешовито која је у квалификацијама заузела солидно 14. место (поред њега пливали су још и Титенис, Душкинас и Садаускас). На 100 леђно је био 24, а на двоструко дужој деоници укупно 21. учесник квалификација. 
На светском првенству у Будимпешти 2017. је у чак четири наврата постављао нове националне рекорде, а најбољи резултат му је било осмо место у финалу трке на 200 леђно, што је било и његово прво финале у каријери на светским првенствима. Месец дана касније осваја две златне медаље на Универзијади у Тајпеју, а годину завршава са освојеном титулом европског првака у малим базенима на 200 леђно.
Током 2018. освојио је сребро на 200 леђно на Европском првенству у Глазгову, те титулу светског првака на 400 слободно у малим базенима са првенства у кинеском Хангџоуу (на истом првенству је освојио и сребро на 200 слободно).   
На светском првенству у корејском Квангџуу 2019. такмичио се у четири дисциплине. Успео је да се пласира у финала обе појединачне трке слободним стилом — на 200 слободно је заузео осмо, а на 400 слободно четврто место — док је на 200 леђно такмичење завршио у полуфиналу (15. место), односно у квалификацијама штафета 4×100 мешовито (11. место).
На европском првенству у малим базенима у Глазгову 2019. освојио је титуле континенталног првака на 200 и 400 слободно. 